# Kup europskih prvaka u rukometu 1978./79.
Ovo je 19. izdanje Kupa europskih prvaka u rukometu. Sudjelovalo je 25 momčadi. Nakon dva kruga izbacivanja igrale su se četvrtzavršnica, poluzavršnica i završnica. Hrvatskih klubova nije bilo u ovoj sezoni. Prvi put su se u završnici igrale dvije utakmice.

## Turnir

### Poluzavršnica
- TV Großwallstadt -  Honved Budimpešta 18:9, 24:27
- SC Empor Rostock -  Dinamo Bukurešt 19:14, 18:22

### Završnica
- TV Großwallstadt -  SC Empor Rostock 14:10, 16:18

- europski prvak:  TV Großwallstadt (prvi naslov)

## Vanjske poveznice
- Opširnije